# Versuchs-U-Boot (1897)

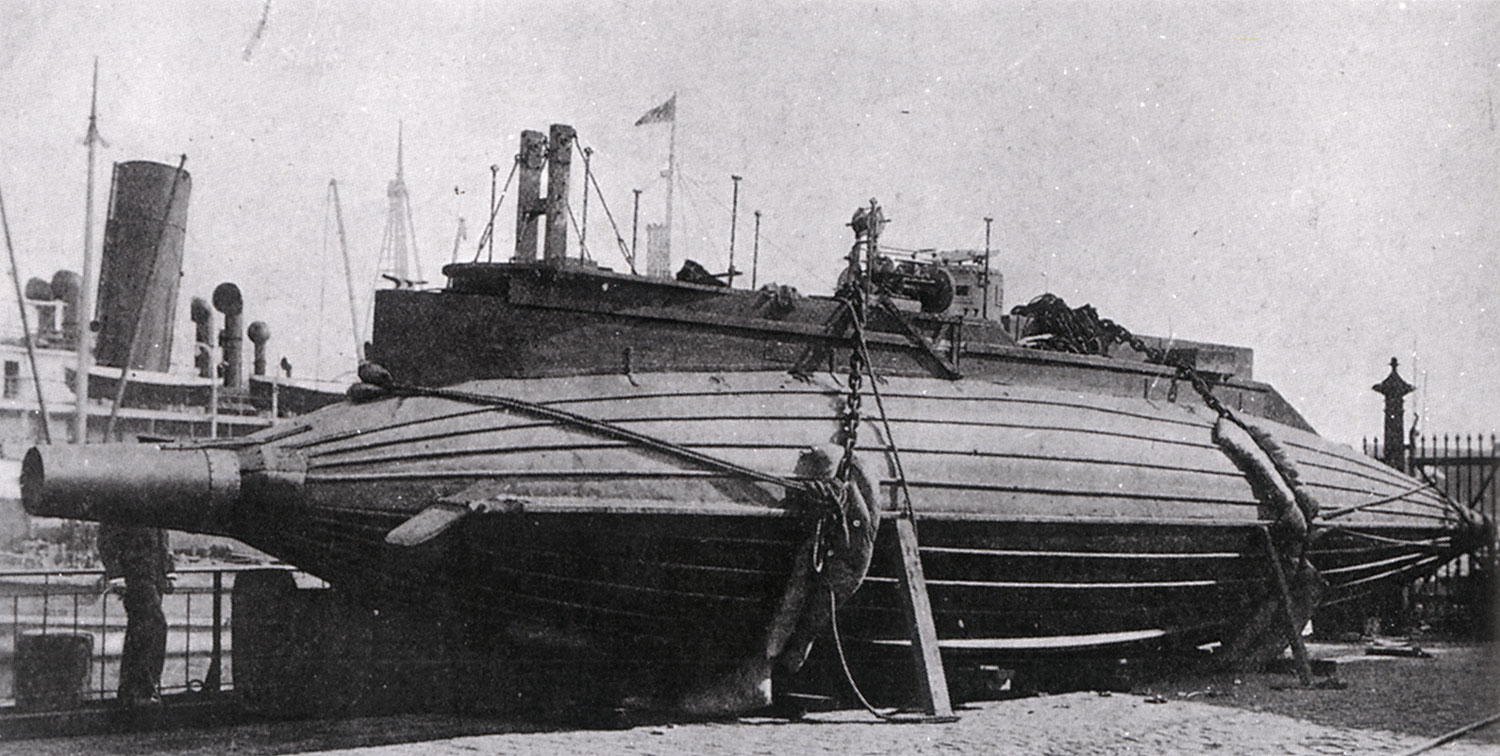
Boot aufgelegt mit Verschalung

Das Versuchs-U-Boot wurde 1897/98 bei den Howaldtswerken in Kiel gebaut und gilt als missglückter Versuch im Bau von U-Booten.

## Geschichte
Seit den Pionierarbeiten von Wilhelm Bauer mit dem 1850 in Kiel von der Maschinenfabrik und Eisengießerei Schweffel & Howaldt gebauten Brandtaucher war es in Deutschland um die U-Bootentwicklung weitgehend still geworden. In anderen Ländern wurde wesentlich intensiver geforscht, so in Spanien, Russland, England, Schweden und den USA. Mehrere Erfinder arbeiteten in Frankreich an der Entwicklung von U-Booten. Typisch für diese Frühzeit des U-Bootbaus war, dass die Boote nicht selten in Eigeninitiative der Erfinder gebaut wurden, so auch bei den Howaldtswerken. Das Interesse der jeweiligen Marine des Landes konnte nur selten geweckt werden.

## Baunummer 333
Auf eigene Rechnung konstruierte und baute die Kieler Werft unter der Baunummer 333 ein experimentelles Tauchboot nach einem Entwurf des deutschen Marineoffiziers und Torpedoingenieurs Karl Leps.

### Technische Beschreibung

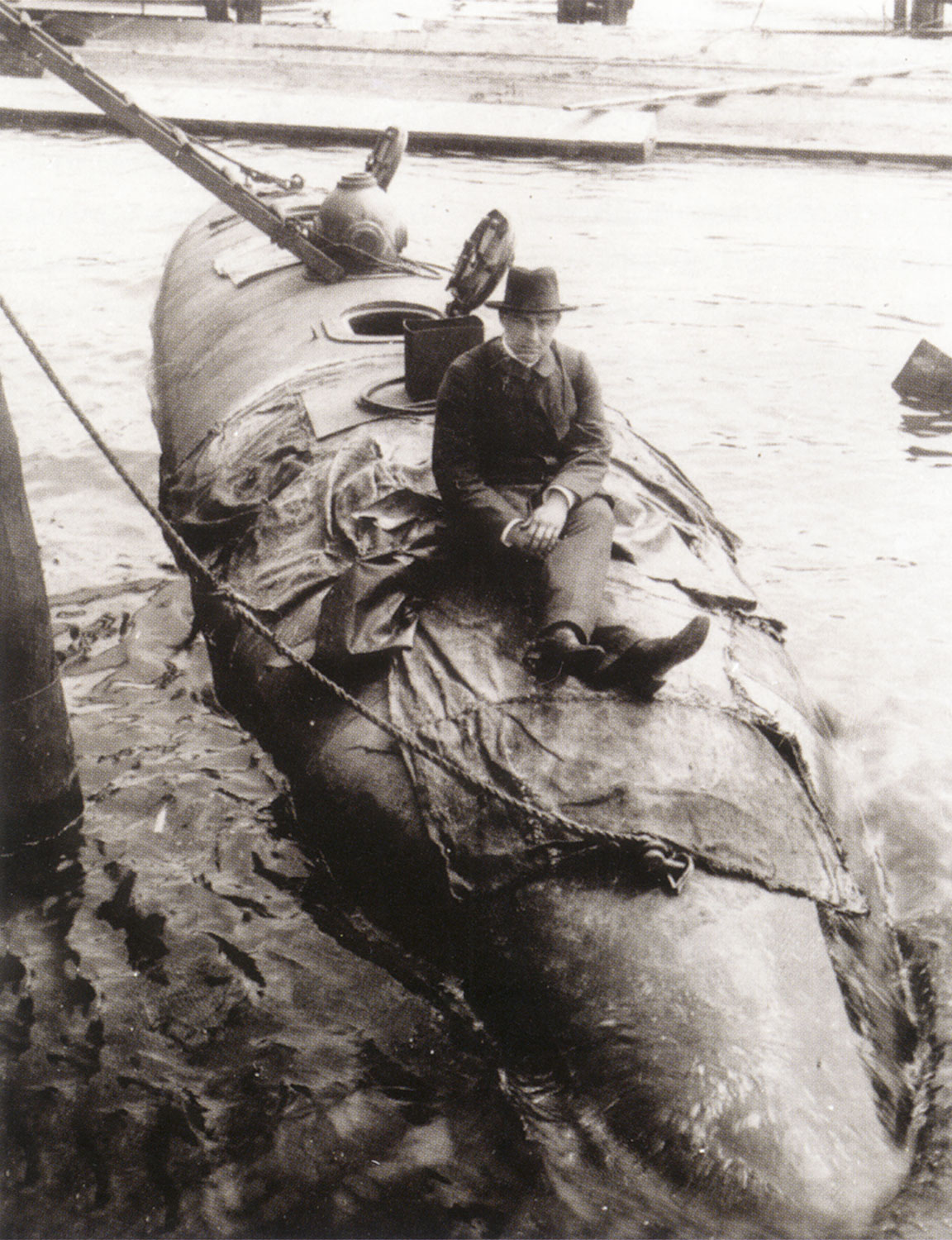
Boot ohne den späteren Turmaufbau

Der zylindrische Rumpf des 40-t-Versuchs-U-Bootes hatte vorne ein Torpedorohr und lief hinten spindelförmig zur vierflügeligen Schraube aus. Die Länge des außen glatten Bootes betrug 13 bis 14 m, die größte Breite wird mit 2,40 m angegeben. Angetrieben wurde es von einem umsteuerbaren 120-PS-Elektromotor, der bei Überwasserfahrten für eine Geschwindigkeit von 6 bis 7 Knoten sorgte. Die Akkumulatoren für die Stromversorgung standen auf dem Schiffsboden. In dem kastenförmigen Kiel unter dem Bootskörper saßen die Tauch- und Trimmzellen, die einzeln geflutet und mit Druckluft aus einem Torpedoluftkessel gelenzt werden konnten. Zusätzlich befanden sich hier auch von innen ausklinkbare eiserne Ballastgewichte.
Vorne und hinten besaß das Boot je ein wasserdichtes Kollisionsschott, das vorne auch als Stützschott für ein Torpedoablaufrohr diente. Der Mündungsdeckel konnte von innen betätigt werden.
Die Steuerung erfolgte über zwei Horizontalruder am Ende von etwa 400 mm breiten Stabilisierungsblechen, die in halber Höhe um den Bootskörper liefen und einem Seitenruder, das sich vor der Schraube befand, die durch einen Ruderschutzbügel geschützt war.
Durch einen in der Mitte des Schiffes aufgenieteten Taucherhelm mit vier Bullaugen hatte die Schiffsführung nur beschränkte Beobachtungsmöglichkeiten. Das Boot besaß keine Belüftungs- und Ventilationsanlage und muss innen sehr nass gewesen sein, wohl auch ein Grund für die vielen Havarien der elektrischen Anlage. Die Verschlussluke für den Einstieg lag hinter dem Ausguckhelm. Nach Bildquellen zu urteilen ist das Boot noch umgebaut worden und hat statt des als „Turm“ dienenden Taucherhelms einen etwas größeren Aufbau erhalten.
Kommandant des Bootes war Kapitän Arp, gefahren wurde mit weiteren 2 – 3 Mann Besatzung.

## Versuchsfahrten und das Ende
In offenem Gewässer wurden nur Überwasserfahrten durchgeführt, wobei auch Kaiser Wilhelm den Neubau 1901 auf der Kieler Förde sah, als das Boot an seiner Yacht Hohenzollern vorbeifuhr.
Bei den Probefahrten musste zur Erneuerung der Druckluft oft die Förde zum Torpedoschießstand der Berliner Firma Schwartzkopff in Düsternbrook gequert werden. Weil die Konstruktion als wenig betriebssicher galt, sind nie eigene Tauchversuche unternommen worden. Um die Dichtigkeit des Schiffskörpers zu prüfen, erfolgte lediglich eine Absenkung mit einem Schwimmdock, bei der die Besatzung über ein Belüftungsrohr mit der Oberfläche in Verbindung blieb.
Interesse an diesem wenig leistungsfähigen Boot bestand offensichtlich nicht. Als es später wegen zerfressener Bodenbleche durch ausgetretene Akkusäure sank, wurde es nach der Bergung hinter einem Holzverschlag aufgelegt und vermutlich um 1902 verschrottet.
Erst mit dem 1903 in Kiel bei der Germaniawerft gebauten U-Boot Forelle setzte im Deutschen Reich die kontinuierliche Entwicklung und spätere Serienbau von U-Booten ein.